# Nicholas Manton
Nicholas Stephen Manton, genannt Nick Manton, (* 1952) ist ein britischer mathematischer Physiker und Mathematiker. Er befasst sich mit topologischen Feldanregungen in der Quantenfeldtheorie (Solitonen, Skyrmionen, Instantonen, Monopole).
Manton wurde 1978 an der University of Cambridge bei Peter Goddard promoviert (Magnetic monopoles and other extended objects in field theory). und ist Professor in Cambridge in der Abteilung Angewandte Mathematik und Theoretische Physik (DAMTP).
Er führte 1984 mit Frans Klinkhamer Sphaleronen ein, topologische Feldanregungen die als möglicher Mechanismus der Baryonzahlverletzung diskutiert werden.
Manton wurde 1996 Fellow der Royal Society.

## Schriften
- mit Paul M. Sutcliffe Topological Solitons, Cambridge University Press 2004
- mit Nicholas Mee: The physical world:  an inspirational tour of fundamental physics, Oxford UP 2017